# Fondation européenne de pathologie végétale
La Fondation européenne de pathologie végétale (EFPP, European foundation for plant pathology) est une organisation à but non lucratif qui met l'accent sur la promotion de la phytopathologie en Europe. L'EFPP favorise la coopération scientifique et technique dans le domaine de la phytopathologie en Europe et l'échange d'informations scientifiques entre les phytopathologistes membres d'associations nationales ou régionales dédiées à la pathologie végétale et aux domaines connexes. L'association a son siège à Wageningue (Pays-Bas).
Les associations nationales et régionales de plusieurs pays européens sont membres de l'EFPP. Pour les Pays-Bas, il s'ait de la Koninklijke Nederlandse Plantenziektekundige Vereniging (Association royale néerlandaise de protection des végétaux), pour le Royaume-Uni, c'est la British Society for Plant Pathology et pour la France, la Société française de phytopathologie (SFP). L'EFPP est responsable, en collaboration avec Springer, de la publication de la revue scientifique « European Journal of Plant Pathology ». Les membres des associations nationales affiliées à EFPP peuvent obtenir un rabais sur l'abonnement à cette revue.
Tous les deux ans, l'EFPP organise une conférence qui se tient dans les différents pays où se trouvent les associations nationales et régionales affiliées. L'EFPP collabore avec la Société internationale de phytopathologie (International Society for Plant Pathology).